# Inmigración austríaca en Argentina
La inmigración austríaca en Argentina es el movimiento migratorio procedente de Austria. Dicha inmigración ha estado relacionada con otras corrientes migratorias ocurridas hacia el país sudamericano, como la inmigración alemana y la suiza. Argentina tiene la mayor comunidad austríaca en América Latina.

## Historia

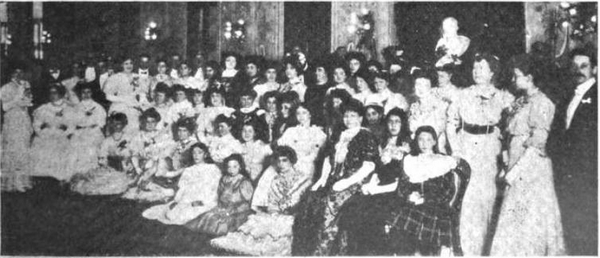
Damas de la colectividad austro-húngara en un baile con motivo del aniversario del emperador Francisco José I de Austria en 1907.

Los austríacos que emigraron a  Argentina lo hicieron durante las dos grandes olas migratorias, es decir, alrededor de la Primera y la Segunda Guerra Mundial. Los lugares de asentamiento por excelencia fueron Buenos Aires, Córdoba, Misiones y en el sur del país en ciudades como Bariloche, San Martín de los Andes, etc. La cantidad nunca ha sido relevada exactamente y existen mayormente estimaciones. A principios de los años treinta vivían en Argentina aproximadamente 240.000 personas que tenían como lengua materna el alemán de las cuales 45.000 residían en Buenos Aires, y siendo unos 9000 de ascendencia austríaca. Estas cifras son similares a las que registra la Embajada de Austria en la actualidad, unos 7.000 ciudadanos de ascendencia austríaca en Buenos Aires, considerando la probabilidad de que sea mayor. Ya a mediados del siglo XIX se había establecido en el barrio de Belgrano una colonia de habla alemana. Los austríacos y los suizos residentes en Buenos Aires, se integraron a esta colonia por la afinidad idiomática y cultural en general. El barrio resultaba de gran atractivo para los nuevos inmigrantes puesto que ya disponía de infraestructura adecuada, como Iglesia, cafés y panaderías de familias alemanas que habían surgido gracias a la colonia anterior. Es Argentina, etnográficamente, el país latinoamericano con mayor cantidad de inmigrantes y descendientes de inmigrantes austríacos (en el segundo lugar se ubica Brasil y en el tercero Chile), la principal comunidad austríaca se encuentra en la provincia de Córdoba, que es la provincia con mayor población de descendientes inmigrantes tanto alemanes como austríacos en el país.

## Institucional
Entre las instituciones de Austria en el país se encuentran: la Asociación Argentino-Austríaca (integrante del Club Europeo), el Club Austria de San Isidro, la Sociedad Austríaca de Beneficencia, la Cámara de Comercio Argentino-Austríaca, La Casa de Austria en Rosario y Asociación Argentino Austríaca de Bariloche. 

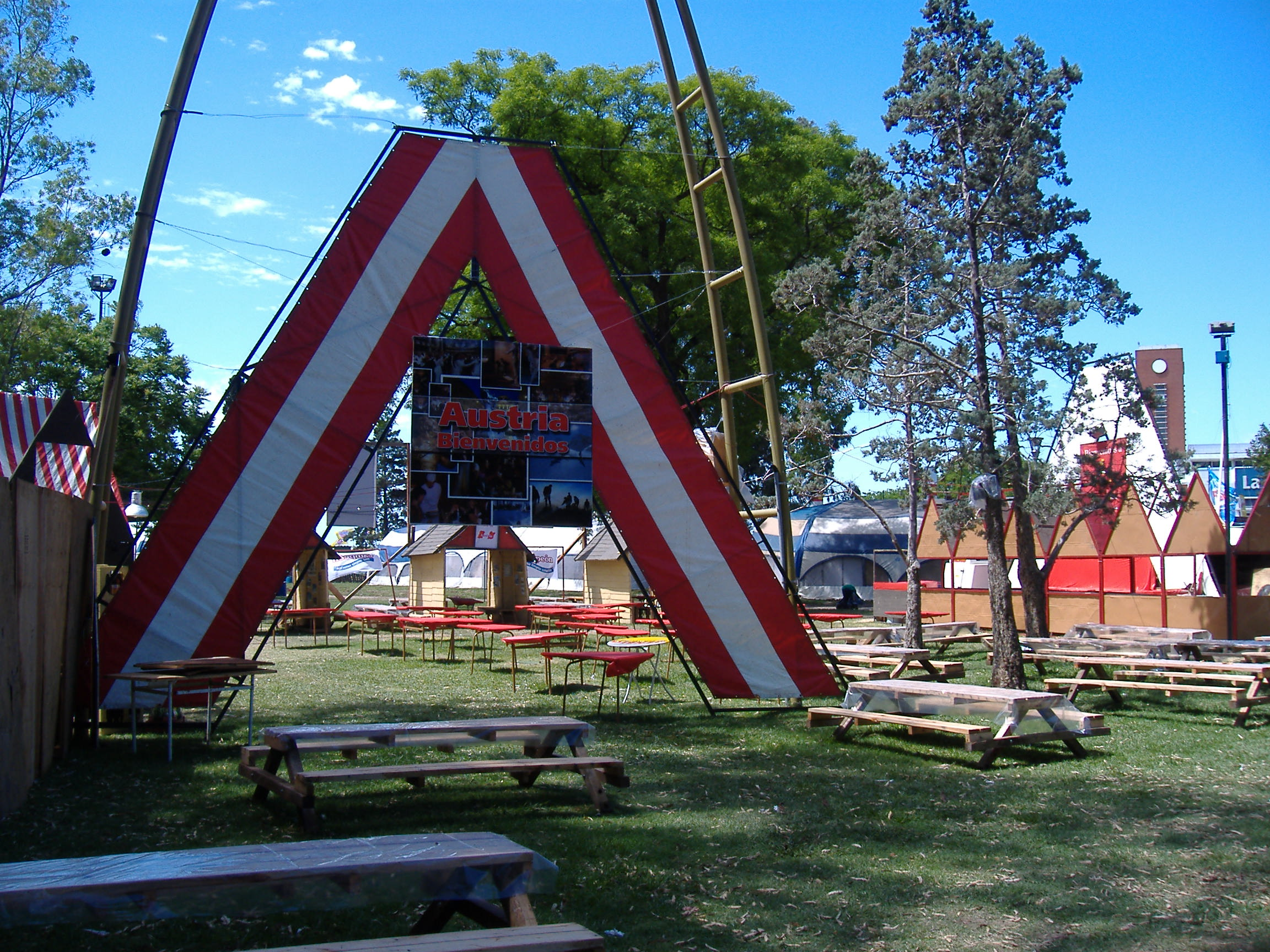
Sitio de la colectividad austríaca de Rosario durante Encuentro y Fiesta Nacional de Colectividades en 2006.

## Lugares donde se establecieron

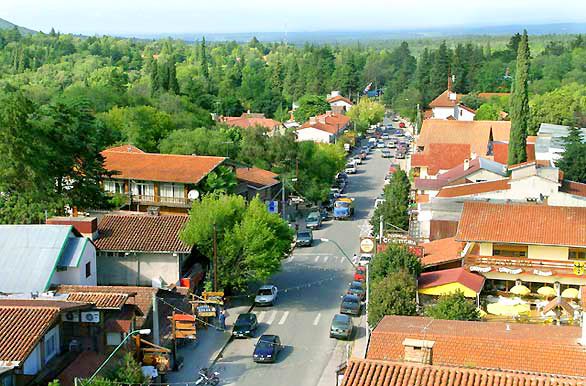
Villa General Belgrano, en la provincia de Córdoba, es una localidad que alberga una notable comunidad austríaca.

Algunas de sus zonas de instalación a lo largo del siglo pasado fueron Villa General Belgrano (Córdoba), Colonia Tirolesa (Córdoba), Resistencia (Chaco), Quitilipi (Chaco), San Benito (Entre Ríos), Avellaneda (Santa Fe), Villa Regina (Río Negro), San Carlos de Bariloche (Río Negro), Colonia Formosa (Formosa) y en Eldorado (Misiones).